# McIntosh (Dakota del Sud)
McIntosh (lakota: Maktáža) és una població dels Estats Units a l'estat de Dakota del Sud. Segons el cens del 2000 tenia 217 habitants.

## Demografia
Segons el cens del 2000, McIntosh tenia 217 habitants, 102 habitatges, i 53 famílies. La densitat de població era de 89,1 habitants per km².
Dels 102 habitatges en un 22,5% hi vivien nens de menys de 18 anys, en un 42,2% hi vivien parelles casades, en un 8,8% dones solteres, i en un 47,1% no eren unitats familiars. En el 47,1% dels habitatges hi vivien persones soles el 28,4% de les quals corresponia a persones de 65 anys o més que vivien soles. El nombre mitjà de persones vivint en cada habitatge era de 2,13 i el nombre mitjà de persones que vivien en cada família era de 3,07.
Per edats la població es repartia de la següent manera: un 25,3% tenia menys de 18 anys, un 5,5% entre 18 i 24, un 22,1% entre 25 i 44, un 23,5% de 45 a 60 i un 23,5% 65 anys o més.
L'edat mediana era de 43 anys. Per cada 100 dones de 18 o més anys hi havia 102,5 homes.
La renda mediana per habitatge era de 26.875 $ i la renda mediana per família de 39.063 $. Els homes tenien una renda mediana de 27.500 $ mentre que les dones 25.417 $. La renda per capita de la població era de 15.821 $. Entorn del 5,9% de les famílies i el 10,6% de la població estaven per davall del llindar de pobresa.

## Poblacions més properes
El següent diagrama mostra les poblacions més properes.